# Ansbach Abdias Schneider
Ansbach Abdias Schneider   (1673 - 1733) va ser un organista alemany i director de música eclesiàstica que va treballar a Ansbach.
No es coneix la data exacta de naixement de Schneider. El seu nom es va esmentar per primera vegada el 1673 en relació amb el bateig del seu fill, el compositor posterior Conrad Michael Schneider. El 1706 va ser nomenat avaluador de l'edifici d'orgue de la Johanneskirche a Crailsheim. En aquell moment era organista de la ciutat i del monestir d'Ansbach.